# Krasnaja
Die Krasnaja (russisch Красная, polnisch Błędzianka, Rominta), deutsch Rominte, im Oberlauf Blinde, ist ein Fluss in Polen und Russland (Oblast Kaliningrad).

## Geographie
Der Fluss entspringt als Błędzianka (deutsch: Blinde) aus dem Jezioro Werselskie (Gmina Przerośl) in der polnischen Woiwodschaft Podlachien, beschreibt zunächst einen Bogen nach Südwesten, tritt nordöstlich von Przerośl in die Woiwodschaft Ermland-Masuren und damit in das ehemalige Ostpreußen ein,  durchfließt die Rominter Heide, ein Naturschutzgebiet an der polnisch-russischen Grenze und ein traditionelles Jagdgebiet, überschreitet die Grenze zu Russland, nimmt die von links kommende Tschornaja auf und fließt in nordnordwestlicher Richtung ab, bis er bei Gussew (ehemaliges Gumbinnen) in die Pissa mündet.
Der deutsche Name Rominte leitet sich von prußisch romus/ramus ab: „ruhig“, „sittig“.